# Enrico Gasparotto
Enrico Gasparotto (Sacile, 22 de março de 1982) é um ciclista profissional italiano, atualmente competindo pela equipe Bahrain Merida. Sua maior vitória veio em 2012, quando venceu a clássica Amstel Gold Race.